# Conus fulmen
Conus fulmen é uma espécie de gastrópode do gênero Conus, pertencente à família Conidae.

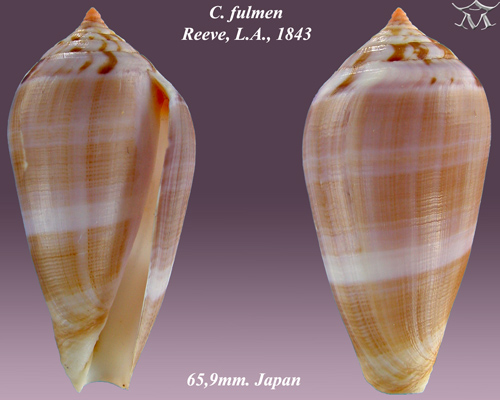
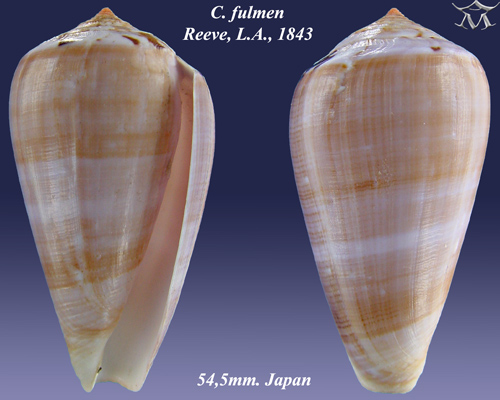